# Bajóti-patak
A Bajóti-patak a Gerecsében ered, Komárom-Esztergom vármegyében, mintegy 350 méteres tengerszint feletti magasságban. A patak forrásától kezdve előbb északi irányban halad, majd Nyergesújfalunál eléri a Dunát.

## Part menti települések
- Bajót
- Nyergesújfalu